# اودیهام
اودیهام (به انگلیسی: Odiham) یک روستا و محله مدنی در بریتانیا است که در Hart واقع شده‌است. اودیهام ۴٬۴۰۶ نفر جمعیت دارد.

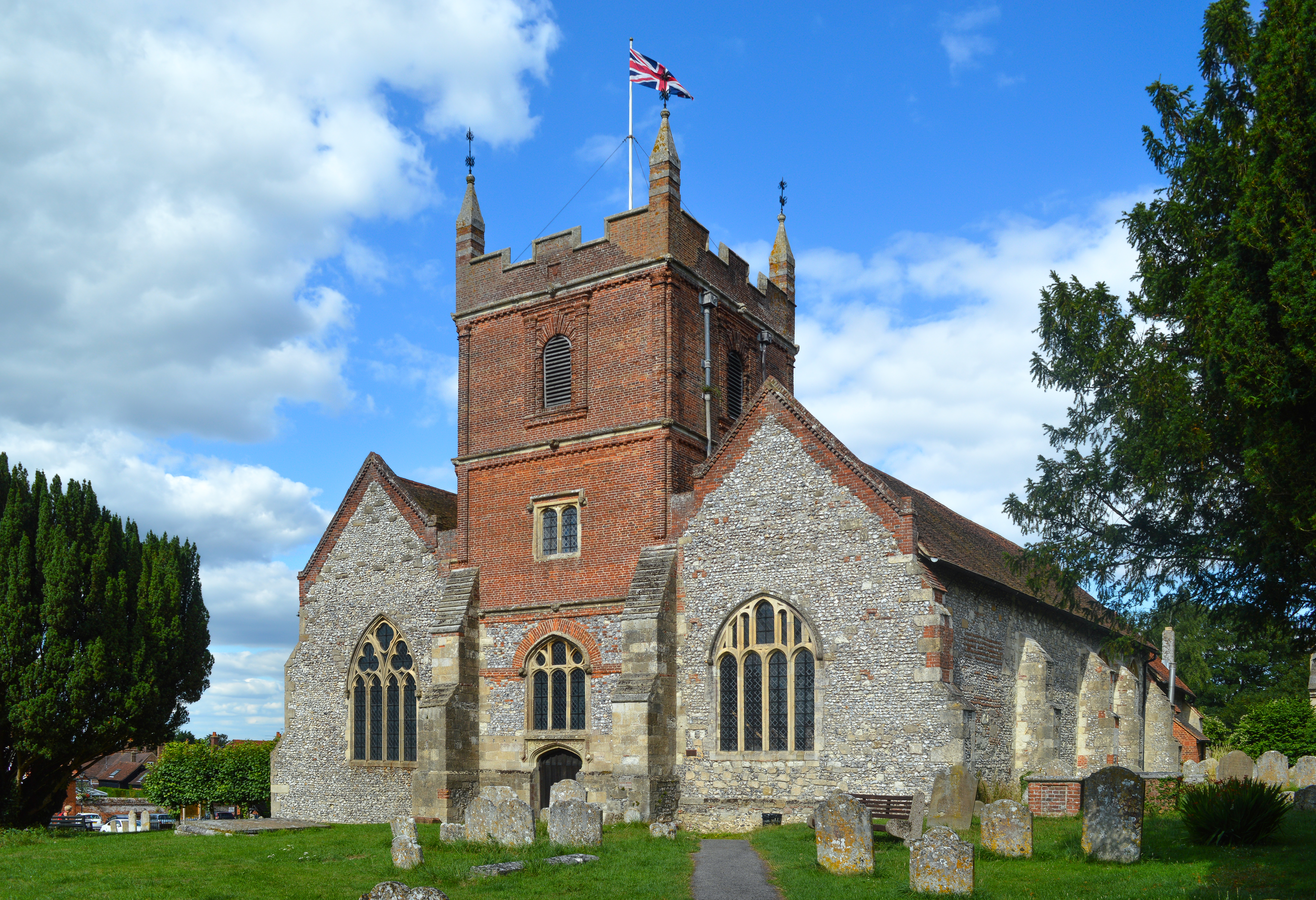
کلیسای تمام مقدسین یک کلیسای انگلیکان در روستای اودیهام، همپشایر است. این کلیسا در نزدیکی خیابان اودیهام و دورتر از بیزینگ‌استوک واقع شده است. میراث ملی انگلستان کلیسا را به عنوان ساختمان درجه یک در فهرست خود قرار داده است.

## خواهرخوانده
شهر Sourdeval خواهرخواندهٔ اودیهام هست.